# サルバトーレ・ウルソー
サルバトーレ・ジュード・ウルソー（Salvatore Jude "Sal" Urso , 1972年1月19日 - ）は、アメリカ合衆国フロリダ州出身の元プロ野球選手（投手）。アメリカ時代の登録名はサル・ウルソー。

## 来歴・人物
プラント高から1990年のMLBドラフト36巡目でシアトル・マリナーズに入団。傘下のマイナーチームでプレー。
その後、ニューヨーク・ヤンキース、ボストン・レッドソックスのマイナーチームでプレーした。メジャー経験は無し。1998年には2A記録となる69試合に登板した。
2000年、広島東洋カープに入団。オーバースローとサイドスローから投げる変則投法で左の中継ぎとして期待されたが、安定した成績を残すことが出来ず1年で退団。
ウルソーの応援歌には顔文字が用いられており、また各節の冒頭をつなぎ合わせると2000年頭に解散したばかりの韓国の極貧球団「サンバンウル」になるとして静かなブームとなった。この応援歌は応援団の公式CD「広島東洋カープ選手別応援歌 2000」に嶋田トオルによって歌唱されたものが収録されており、歌詞カードには実際に顔文字が歌詞の一部として書き記されている。

## 詳細情報

### 年度別投手成績
| 年 度     | 球 団     | 登 板 | 先 発 | 完 投 | 完 封 | 無 四 球 | 勝 利 | 敗 戦 | セ 丨 ブ | ホ 丨 ル ド | 勝 率 | 打 者 | 投 球 回 | 被 安 打 | 被 本 塁 打 | 与 四 球 | 敬 遠 | 与 死 球 | 奪 三 振 | 暴 投 | ボ 丨 ク | 失 点 | 自 責 点 | 防 御 率 | W H I P |
| --------- | --------- | ----- | ----- | ----- | ----- | -------- | ----- | ----- | -------- | ----------- | ----- | ----- | -------- | -------- | ----------- | -------- | ----- | -------- | -------- | ----- | -------- | ----- | -------- | -------- | ------- |
| 2000      | 広島      | 29    | 0     | 0     | 0     | 0        | 0     | 0     | 1        | --          | .000  | 97    | 18.0     | 25       | 2           | 16       | 1     | 3        | 12       | 2     | 3        | 20    | 16       | 8.00     | 2.28    |
| 通算：1年 | 通算：1年 | 29    | 0     | 0     | 0     | 0        | 0     | 0     | 1        | --          | .000  | 97    | 18.0     | 25       | 2           | 16       | 1     | 3        | 12       | 2     | 3        | 20    | 16       | 8.00     | 2.28    |

- 年度の太字はリーグ最高

### 記録
NPB
- 初登板：2000年4月1日、対読売ジャイアンツ2回戦（東京ドーム）、6回裏に2番手で救援登板、1/3回無失点
- 初奪三振：2000年4月2日、対読売ジャイアンツ3回戦（東京ドーム）、7回裏に松井秀喜から
- 初セーブ：2000年4月21日、対読売ジャイアンツ4回戦（広島市民球場）、9回表2死に3番手で救援登板・完了、1/3回無失点

### 背番号
- 45 （2000年）